# Fadogia stenophylla
Fadogia stenophylla là một loài thực vật có hoa trong họ Thiến thảo. Loài này được Welw. ex Hiern mô tả khoa học đầu tiên năm 1877.